# Superbike
Superbike je kategorie závodních motocyklů, které jsou velmi podobné sériovým, proti kterým jsou částečně upravené. V kontrastu motocykly závodící v třídě MotoGP jsou speciály postavené pouze za účelem závodu MotoGP. Mistrovství světa Superbike je oficiální série mistrovství světa, ačkoli národní šampionáty Superbike se konají v mnoha zemích, včetně Spojeného království, Spojených států amerických, Japonska, Austrálie a Kanady. Závody Superbike jsou obecně populární u výrobců, protože podporují propagaci jejich produktů, jak zachycuje slogan Win on Sunday; Sell on Monday (česky Vyhrej v neděli, prodej v pondělí).

## Charakteristika závodních motocyklů superbike
Závodní motocykly třídy Superbike jsou odvozeny od standardních výrobních modelů, takže pro způsobilost motocyklu jej nejprve výrobce musí homologovat pro silniční provoz a vyrobit požadovaný počet sériových kusů. Zatímco pravidla se liší od série k sérii, obecně motocykly musí mít stejný profil jako jejich silniční protějšky, se stejným celkovým vzhledem. Kromě toho nelze upravovat rám. Týmy mohou modifikovat některé prvky motocyklu, včetně zavěšení, brzd, kyvného ramene a průměru a velikosti kol.
Motocykly Superbike musí mít čtyřtaktní motory s objemem mezi 850 cm³ a 1200 cm³ pro dvouválce a mezi 750 cm³ a 1000 cm³ pro čtyřválcové stroje.
Omezení výrobních modelů odlišuje závody superbike od závodů MotoGP, které používají prototypové stroje, které se jen málo podobají sériovým motocyklům. Toto je analogické rozdílu mezi sportovními automobily a vozy Formule 1 v automobilových závodech, i když výkonová mezera mezi výkony superbike a MotoGP je mnohem menší.